# サウンドトラック
サウンドトラック（英: soundtrack）は、映画および映画音楽の用語で、映画のフィルム上における音声が収録されている部分を指す。映画用語から派生した言葉であり、ドラマ、映画、テレビゲーム、アニメ、コマーシャルソングなどの「劇伴音楽」や「付随音楽」を収録したアルバムを指す場合もある。略称はサントラとされることが多いが、OST（original soundtrack（オリジナルサウンドトラック）の頭字語）とされることもある。

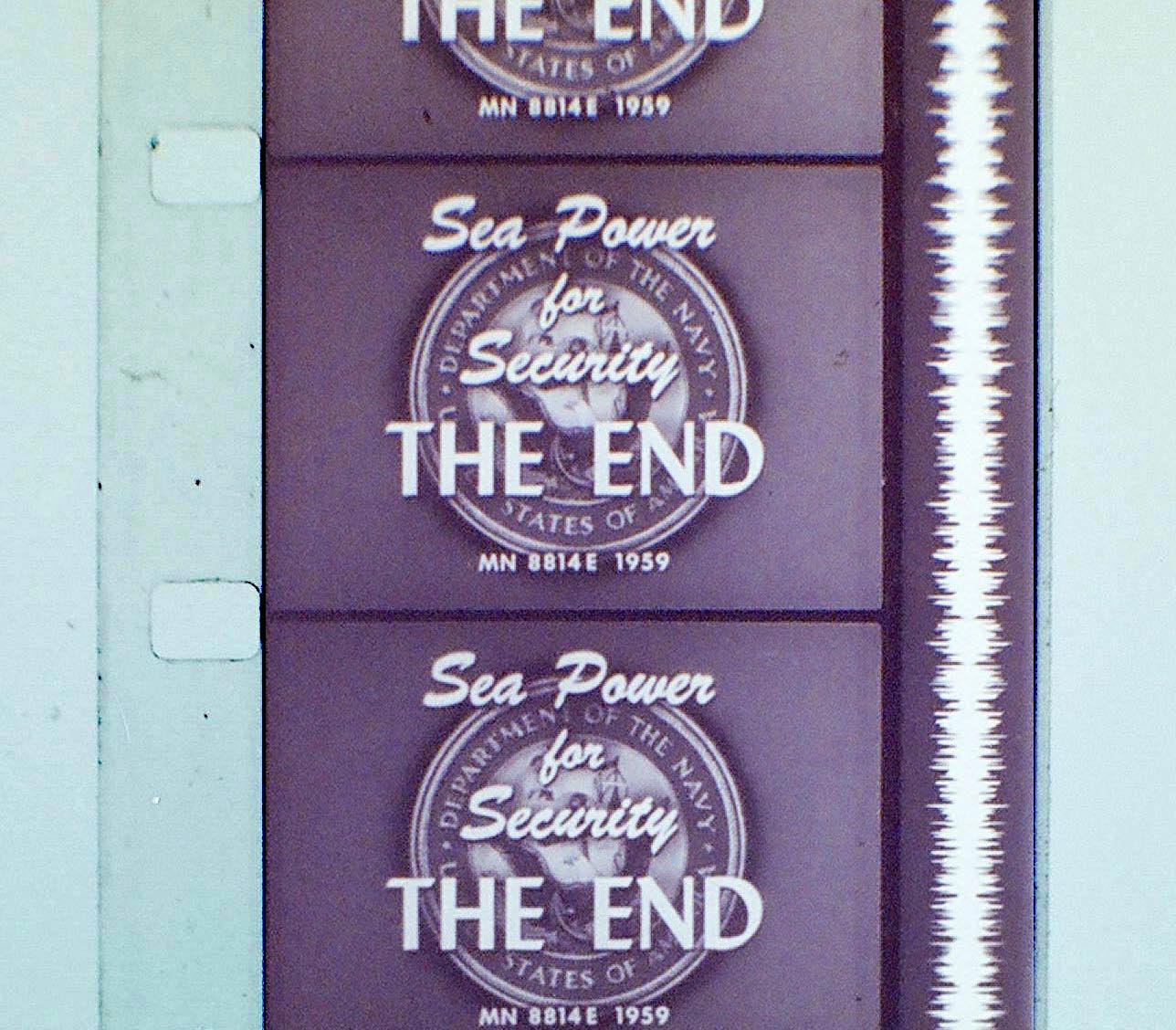
16mmフィルムの右にあるのが光学面積式のサウンドトラック

## フィルム動画および映画におけるサウンドトラック
サウンドトラックは、元来はトーキーが実用化された際、フィルムの長手方向に画像コマとは独立に設けた音声用トラックを指した技術用語である。台詞・効果音・BGMなどが含まれ、上映に際して再生される。この方式を使って公開された最初の映画は、1926年公開のフライシャー・スタジオ製作の映画『なつかしいケンタッキーの我が家』である。
サウンドトラックには、「光学式・磁気式」があり、光学式の中にさらに「面積式・濃淡式」がある。また両方式を通じて「モノラル・ステレオ」の種別がある。
歴史的には、光学式の中では濃淡式が古く、面積式が新しい。光学式と磁気式では、光学式が古く、磁気式が新しい。また、もちろんモノラルが古く、ステレオは後に登場した。世界初のステレオ映画は1940年公開の『ファンタジア』で、映写フィルムとは別にもう1本、光学式で4トラック音声記録されたフィルム（左、中、右のスピーカーともう1つは同期信号）を用意し、上映した。
業務用途では、ニュース取材を中心としたシングル方式同時録音（別の録音機を使用せずフィルムに録音する方法）で、磁気式が多く使われた（例、キヤノン製16mmスクーピック）。また、8mmフィルムのサウンドトラックは、一般的に使われていた物のほとんどは磁気式であった（注：市販用のプリント物では8mmでも光学録音は使われている。光学同時録音の機器も1機種存在するが、こちらはあまり一般的ではなかった）。

### 光学式サウンドトラック
光学式サウンドトラックは、フィルムの画像部分の横に、光学的に作られる（フィルムの走行方向に、画像と同様の目視が可能な信号として焼き付けられる）。
様式としては、「濃淡式」と「面積式」がある。濃淡式は古い方法で、トラック幅を横断して濃い部分と薄い部分とが存在し、その濃さが信号となる。面積式は新しい方法で、トラック幅を分割して真っ黒な部分と真っ白な部分が存在し、その面積比が信号となる。
上映用プリントの作成に際しては、「画ネガ」のほかに「音ネガ」というものが作られ、その「音ネガ」から焼き付けられる。

### 磁気式サウンドトラック
磁気式は、光学式サウンドトラックと同じ位置に帯状に磁気帯を設け、そこにテープレコーダーと同じ方法で録音するものである。コストが高いため、16mm以上では、少量のプリントを製造する際に使われた程度であり、主流とはならなかった。

### フィルム上のサウンドトラックの特徴と問題点
フィルム上に置かれるサウンドトラックについては、光学式・磁気式のいずれも、画像部分とサウンド部分にずれが生じている。これは、画像は上映時に間歇的にフィルムを止めてシャッターを介して光を当てて使うのに対し、サウンドトラックは連続的にフィルムを流して等速で読み取る必要があるためである。一般にサウンドトラックが先行しており、どの程度先行するかはそれぞれの規格によって異なる。たとえば16mm映画の場合、光学式では26駒分、磁気式では28駒分、先行させることになっている。
このことは、完成品の映像については全く問題にならないが、撮影時に同時録音した素材を編集する場合には障害となる。同時録音した素材を編集すると、それぞれの規格で定められた分だけ、音が先に切り替わるという現象が生じるためである（「音先行」といって、音を先に切り替え映像をあとから切り替えるという編集スタイルはあるが、全ての編集点でその方法が使えるわけではない）。

### 同期式サウンドトラック
映画の上映に合わせレコードの音声を再生するレコード・トーキーという仕組みは、フィルム上にはサウンドトラックは無く、映像として人間が認識できる合図と共にレコードを再生し同期させていた。
フィルム上に設けられたサウンドトラックの音質は、光学式・磁気式を問わず、あまり良いものではなかった。また、マルチチャンネル化もせいぜいステレオ（2.0ch）が限界である。フィルム上に置かれるサウンドトラックは、後の高音質化の欲求に応えられるものではなかった。
そのため、高音質を求める場合には、「フィルム上にはサウンドトラックを設けず、他に音声媒体を設ける」という方法が開発された。最初は映写機とシンクロした別途用意された磁気テープなどから同期再生するという方法が採用され、70mm映画などではマルチチャンネルの磁気テープが標準化された。また、テレビ局でシネテープと呼ばれるフィルムと同じ形状の磁気テープを同期再生する事があった（シネテープは、送り穴があけられており、フィルムとの機械的同期を取ることができた。また、磁気テープであったため、テープレコーダーと同様に容易に録音・再生・編集ができた）。
その後更にサウンドトラックは発展した。音質面では、CD-ROMに記録された高音質の音源を同期するものも登場し、ドルビーデジタルやSDDSなどのデジタル音響システムを採用するものが多くなっている。また同期システムも、シネテープなどの機械的同期はすたれ、SMPTEなどの電子的同期システムが導入されている。さらに現在は映像もデジタル上映への移行が進んでおり、すでに「フィルム上のサウンド用のトラック（帯）」という意味は薄れており、サウンドトラックという言葉は「映像とシンクロする音」全般を指すものに転化している。

## 映像作品に伴う音楽としてのサウンドトラック
本来のサウンドトラックから転じて、映像作品の背景音楽や挿入曲、あるいはそれらが収録されたアルバムの事もサウンドトラックと呼ばれるようになった。
アルバムのうち、映像作品とまったく同じ音源から起こされた作品を「オリジナル・モーション・ピクチャー・サウンドトラック」という。同じ総譜・同じ演奏者によるが映像作品とは別に演奏された音源による商品の事を「オリジナルサウンドスコア」と呼び、厳密には区別される。近年、劇場映画作品の主題歌・挿入歌および劇中未使用の歌も含まれるアルバムを英語圏では「Music From And Inspired By ○○○(作品名)」と呼ぶが、それが日本で輸入販売される際に「○○○(作品名) サウンドトラック」と銘打たれることがある（『スパイダーマン』シリーズ等）。

### 大ヒットした主なサウンドトラック
人気映画やテレビ番組・ゲームソフトのサウンドトラックは音楽チャートの上位にも上がる。
- ボディガード  -1992年-  約4500万枚 20週1位: US
- サタデー・ナイト・フィーバー  -1977年-  約4200万枚 24週連続1位: US 18週連続1位: UK
- ダーティ・ダンシング  -1987年-  約4200万枚
- タイタニック  -1997年-  約3000万枚 16週連続1位: US
- グリース  -1978年-  約2800万枚
- サウンド・オブ・ミュージック  -1965年-  約2000万枚
- パープル・レイン （『プリンス/パープル・レイン』） -1984年-  約2000万枚
- フォレスト・ガンプ/一期一会  -1994年-  約1500万枚
- ライオン・キング/オリジナルサウンドトラック  -1994年-  約1500万枚
- ハイスクール・ミュージカル  -2006年-  約1500万枚
- フットルース  -1984年-  約500万枚
- トップガン -1986年-  5週連続1位: US

（売り上げ枚数は世界枚数）